# Кнехт

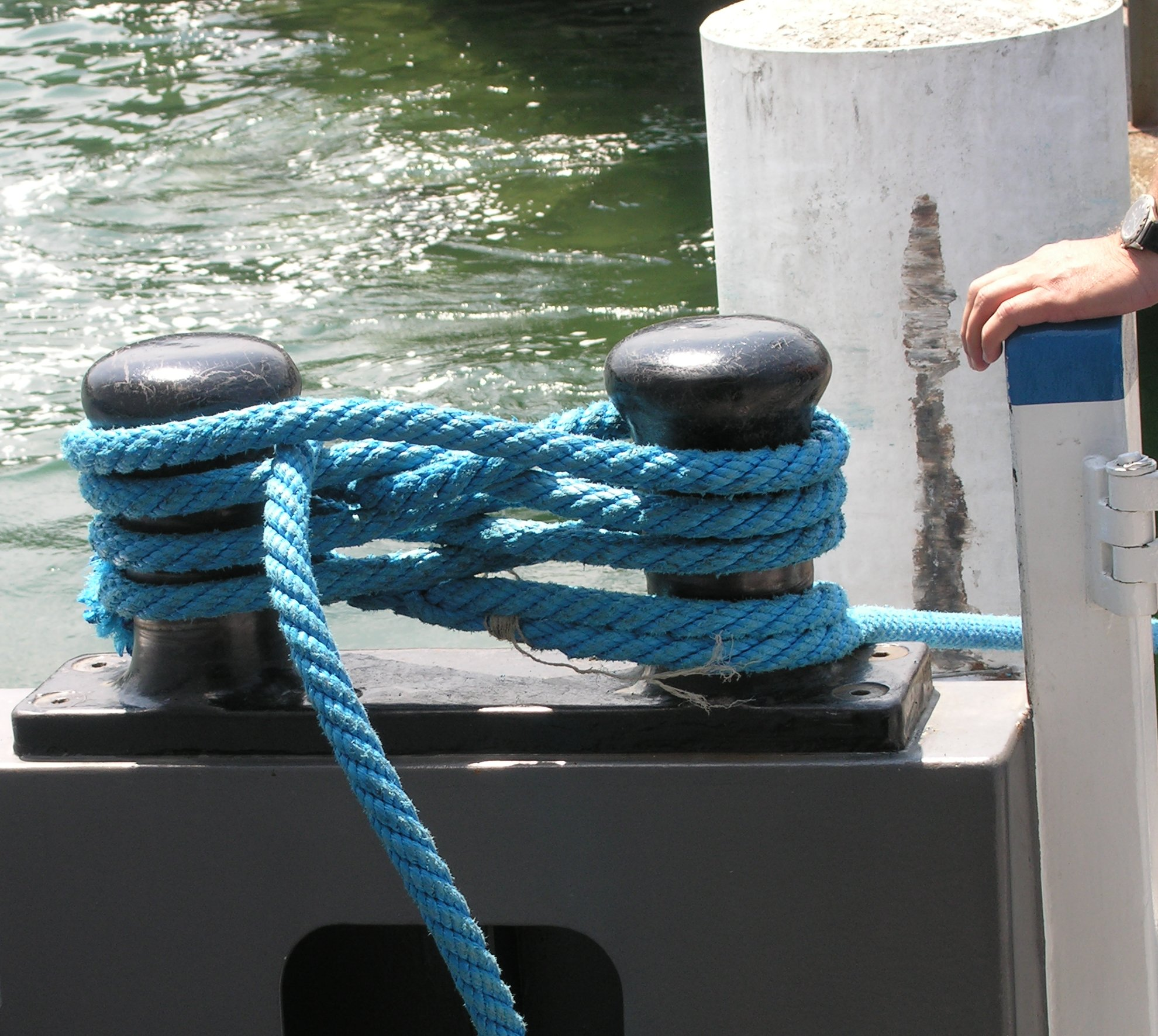
Швартовний кнехт

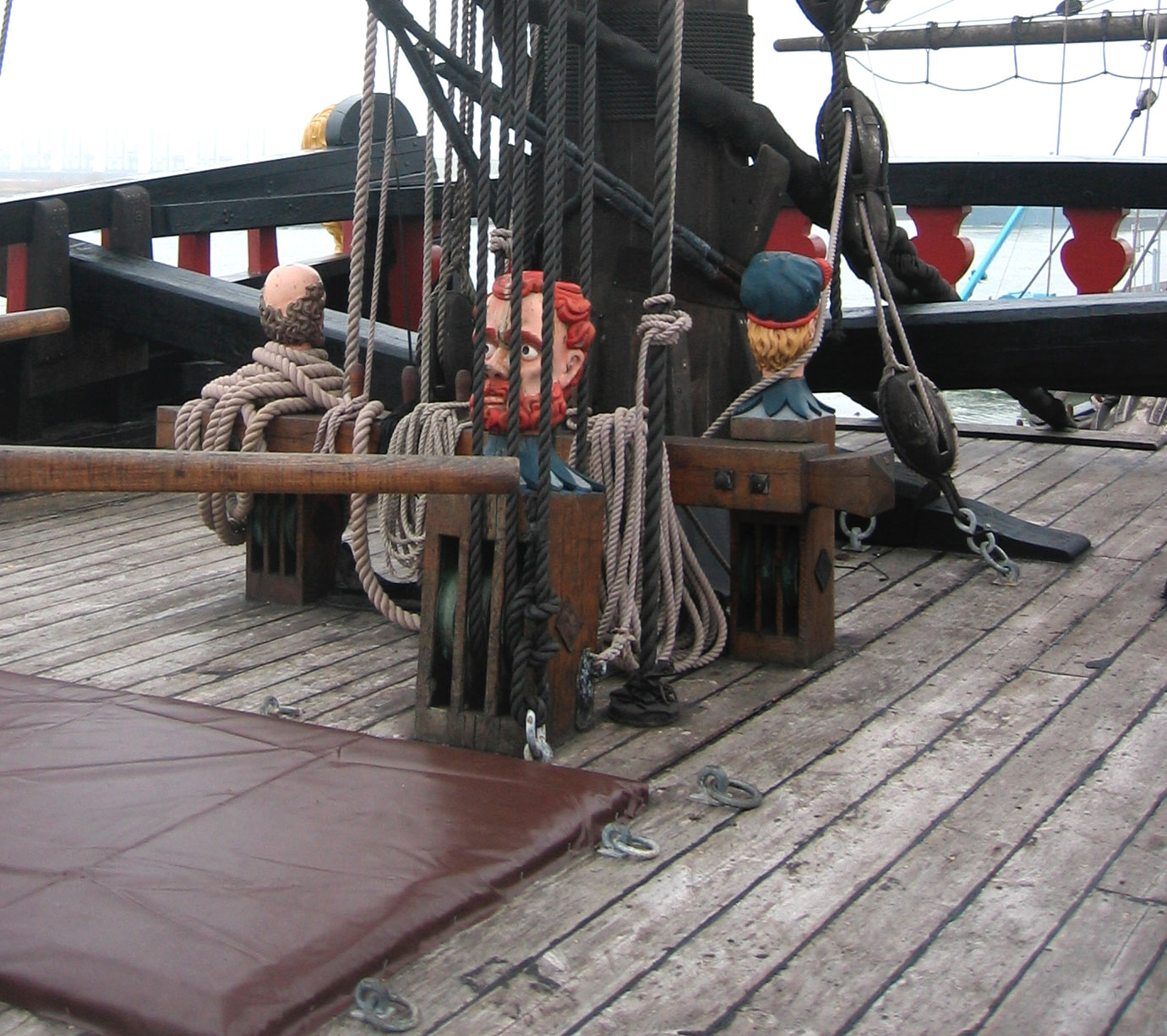
Фал-кнехт (попереду) і бітенги з кофель-планкою галеона «Батавія», прикрашені скульптурними головами

Кнехт (частіше в множині — кне́хти, заст. кнек; від нід. knecht) — парна тумба із загальною основою на палубі судна, що слугує для кріплення тросів
На дерев'яних суднах встановлювались і дерев'яні тумби, але на металевих суднах кнехти — парні круглі металеві тумби, відлиті разом з основою — міцно приєднаною до палуби плитою. Металеві відливають зазвичай зі сталі чи з чавуну, порожнистими всередині. Частиною конструкції кнехтів є голівки і приливки, що перешкоджають просковзанню троса уверх. За конструкцією розрізняють прямі і хрестові кнехти.
На палубі кнехти всановлюють поблизу клюзів у носовій, кормовій частині і вздовж бортів судна. Кнехти слугують для закріплення накладаних вісімками тросів під час швартування (швартові кнехти) чи буксирування (буксирні кнехти), історично до них також кріпились якірні троси. На вітрильних суднах кнехти споряджали шківами для натягання і кріплення деяких снастей рухомого такелажу, наприклад, для проведення лопарів талів у фалів використовувалися фал-кнехти — скріплені з бімсами і споряджені шківами низькі стовпи.
Кнехти встановлюються також і на причалах, пристанях — для кріплення швартовів.